# Мертинген
Мертинген (нем. Mertingen) — община в Германии, в земле Бавария. 
Подчиняется административному округу Швабия. Входит в состав района Донау-Рис. Население составляет 3808 человек (на 31 декабря 2010 года). Занимает площадь 38,42 км².